# Källunge kyrka
Källunge kyrka är en kyrkobyggnad på Gotland som tillhör Gothems församling i Visby stift.

## Kyrkobyggnaden
Kyrkans långhus och torn är från 1100-talets kärnkyrka. Under 1300-talet påbörjades en storslagen ombyggnad som avstannade efter uppförandet av det väldiga koret. Långhusportalens kapitälband pryddes rikligt med snarare folkliga än religiösa motiv.
I den romanska delen finns fragment av rysk-bysantinska kalkmålningar från 1200-talet. I det gotiska korbygget syns kalkmålningar från 1300-1400-talen.

## Inventarier
Dopfunten är från 1100-talet. Det praktfulla altarskåpet från 1500-talet tillhörde Visby domkyrka fram till 1684. Predikstolen tillverkades 1707.

### Orgel
- 1875 byggde Olof Fredrik Vigström, Källunge, en orgel med 2 stämmor.
- Orgeln byggdes 1931 av Åkerman& Lund, Stockholm, och är pneumatisk.

| Manual            | Pedal      | Koppel     |
| Borduna 16’       | Subbas 16’ | Man/Ped    |
| Principal 8’      |            | Man 4'/Man |
| Rörflöjt 8’       |            |            |
| Salicional 8’     |            |            |
| Gamba 8'          |            |            |
| Voix Celeste 8’   |            |            |
| Oktava 4'         |            |            |
| Crescendosvällare |            |            |

## Galleri

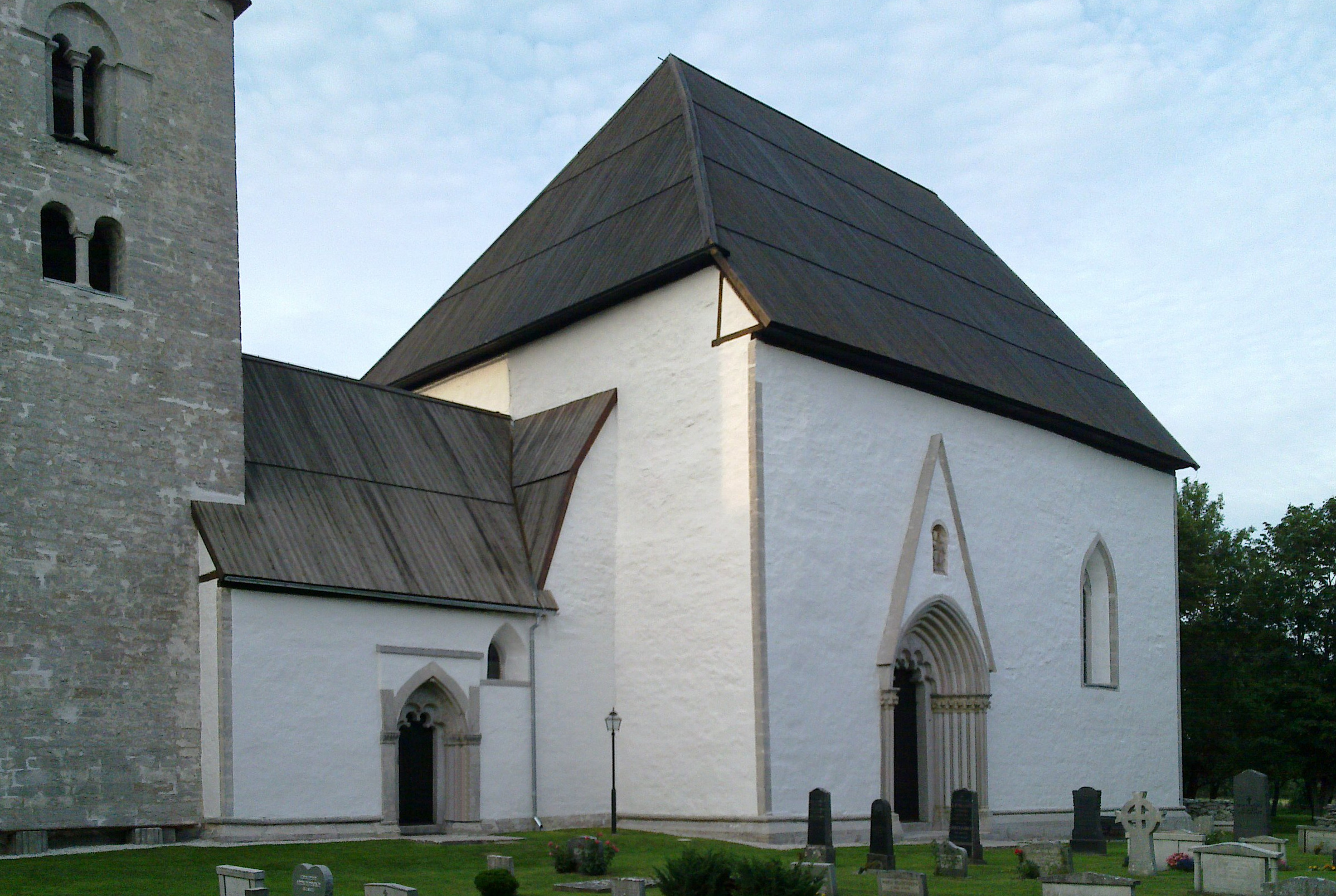
Källunge kyrka: kor
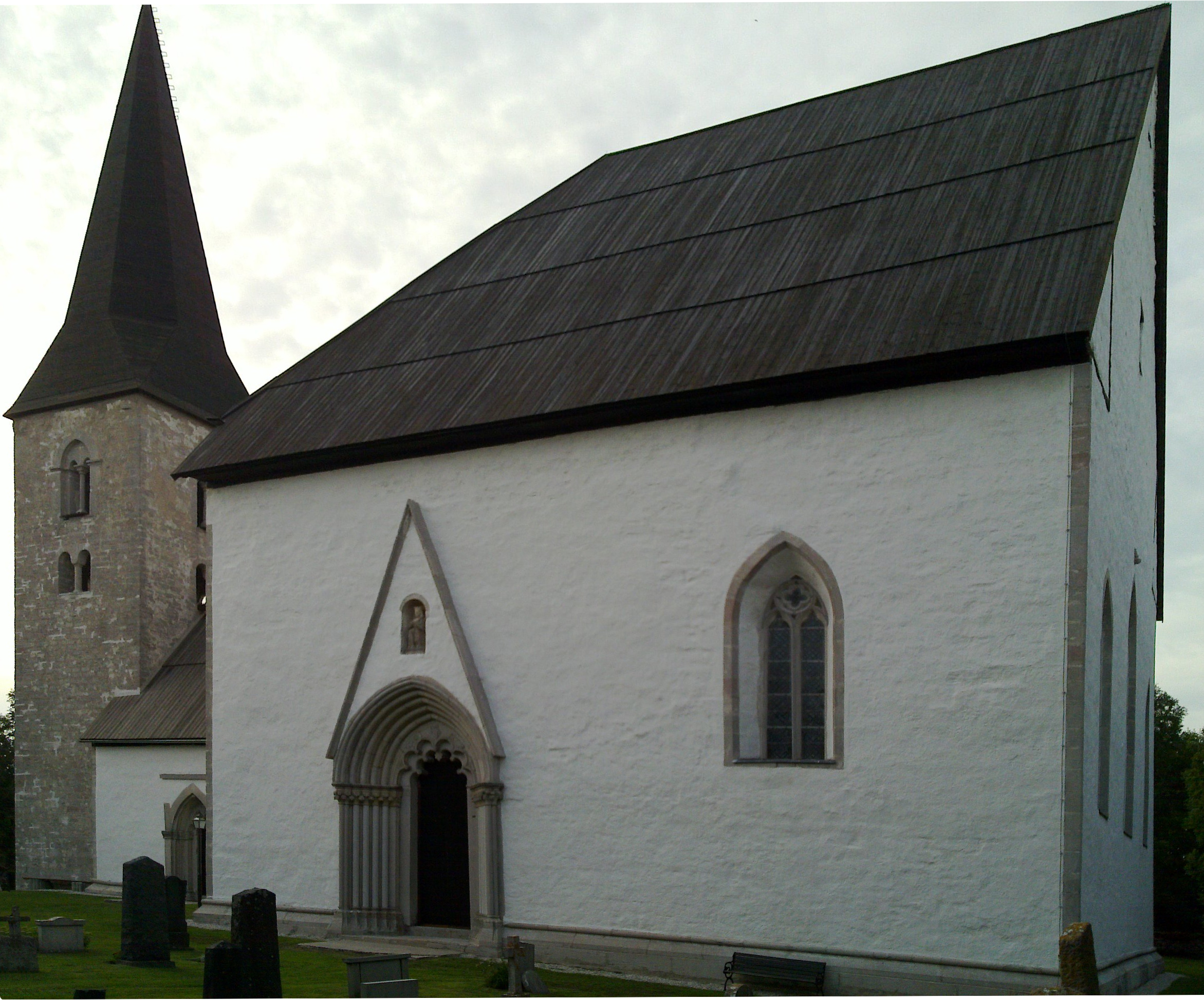
Källunge kyrka
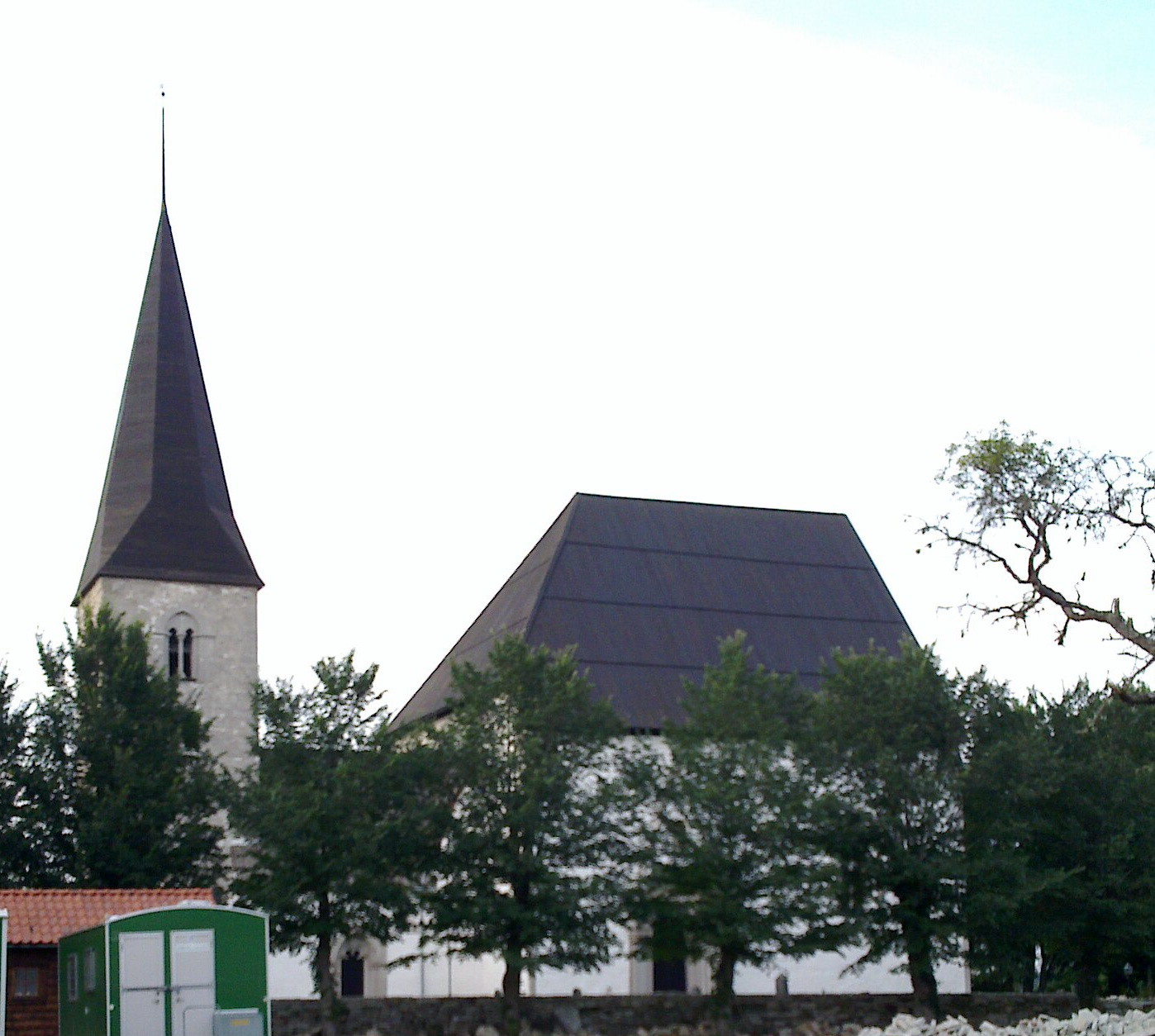
Källunge kyrka
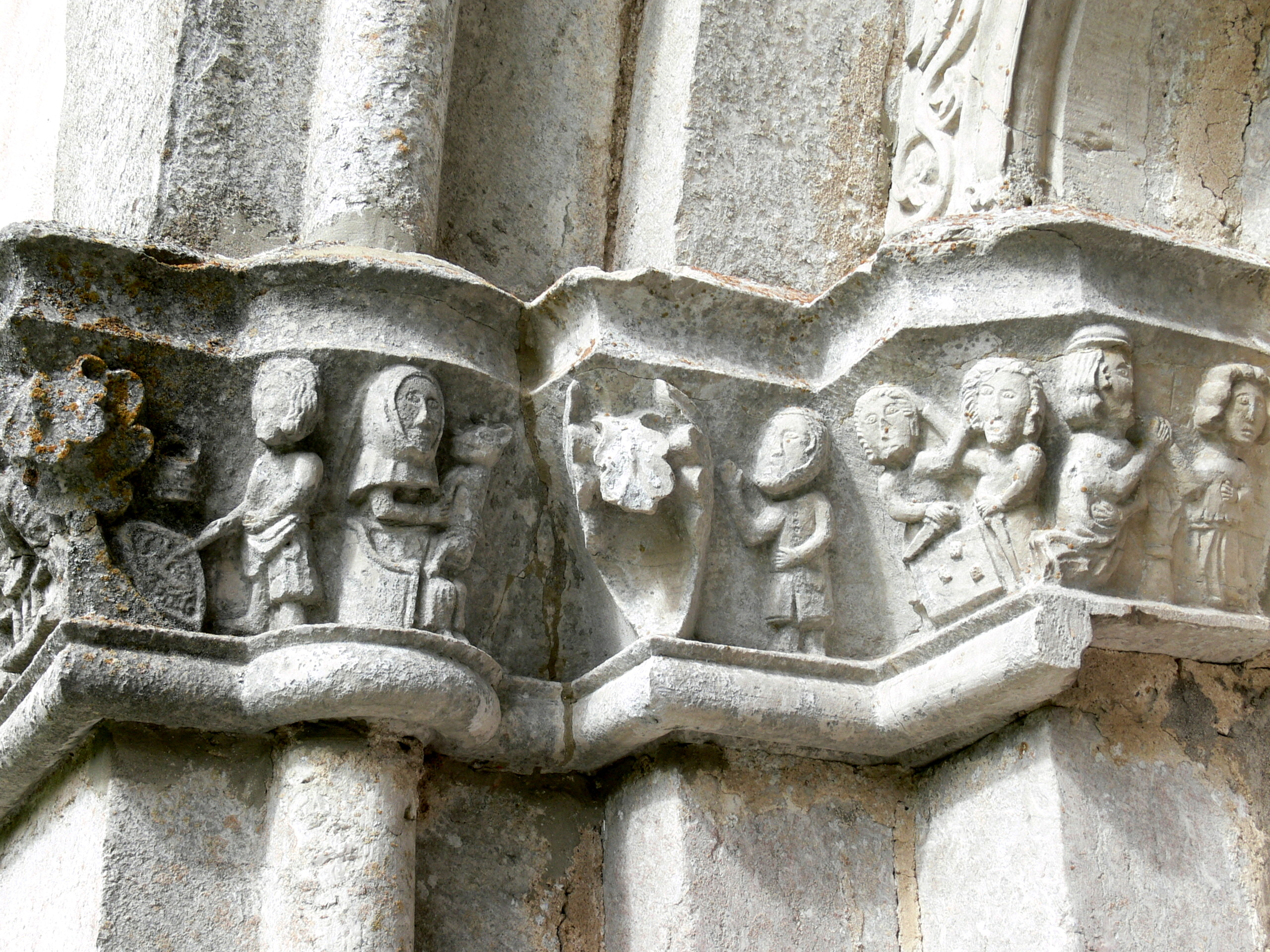
Kapitälband
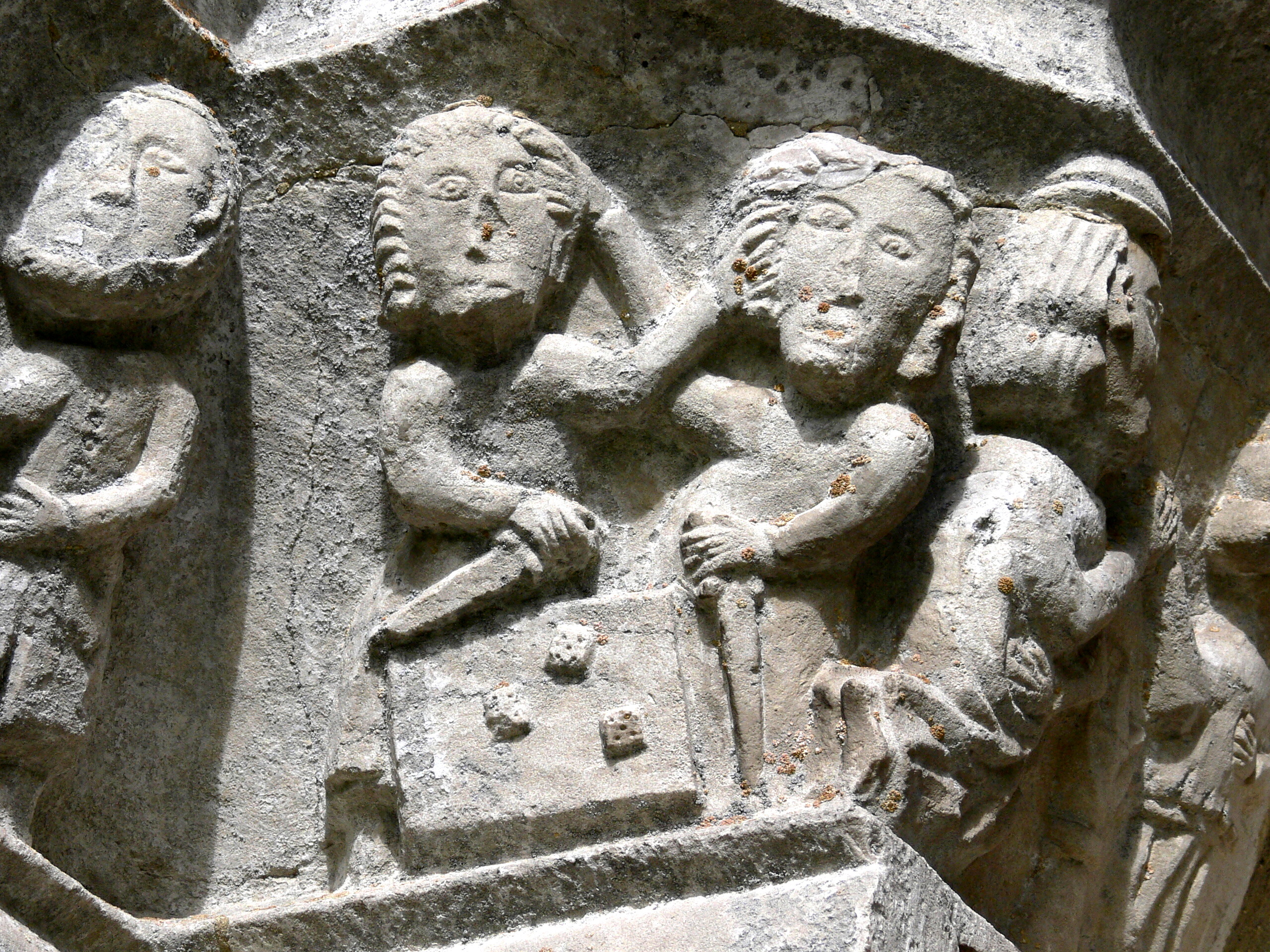
Detaljbild
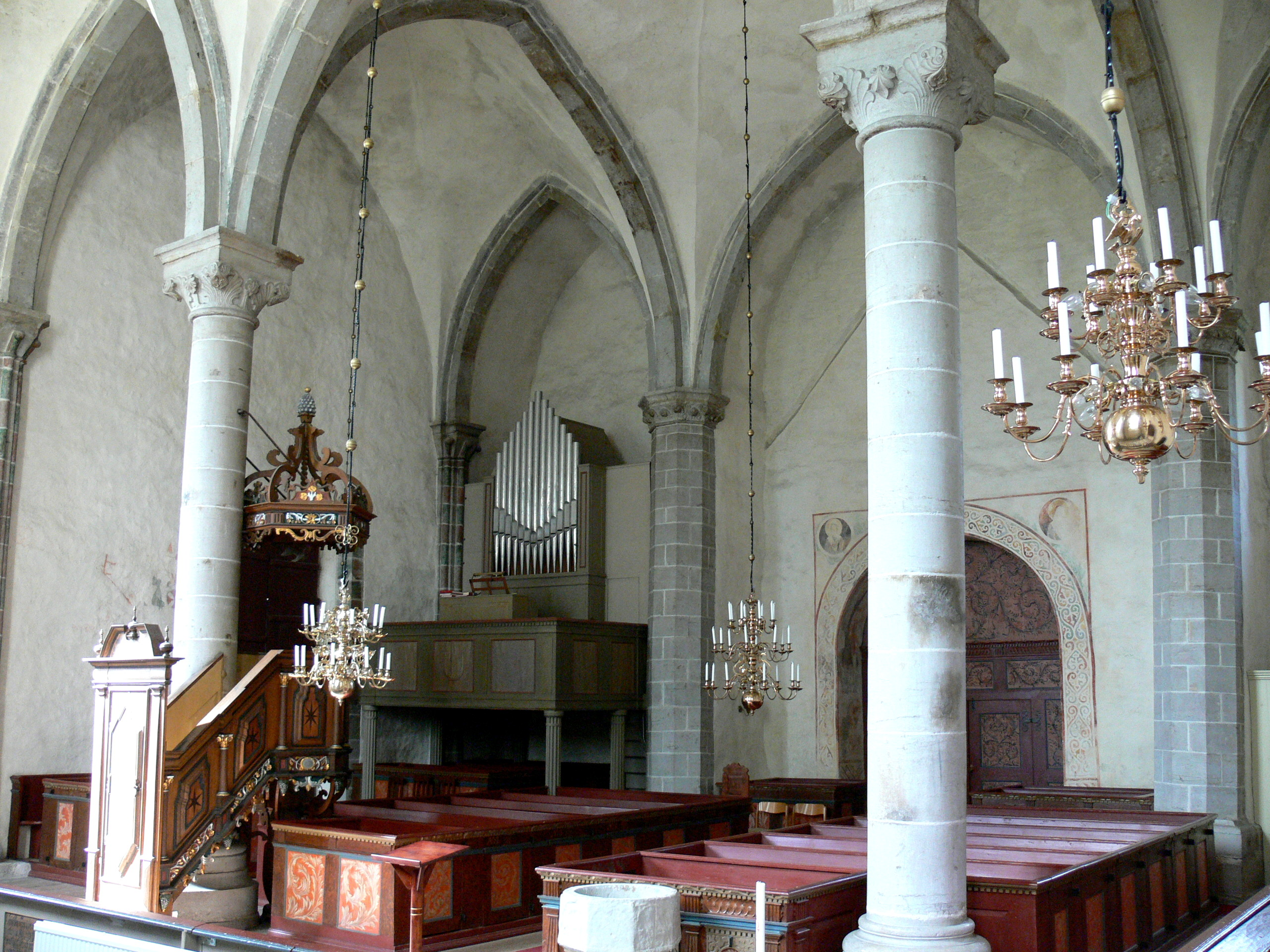
Interiör
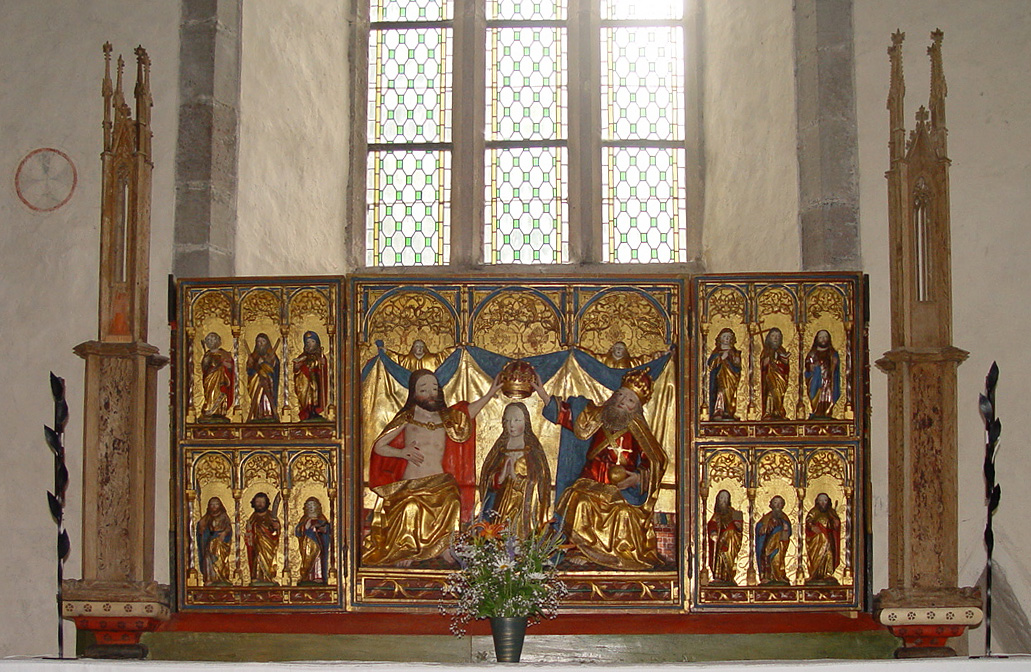
Altarskåpet
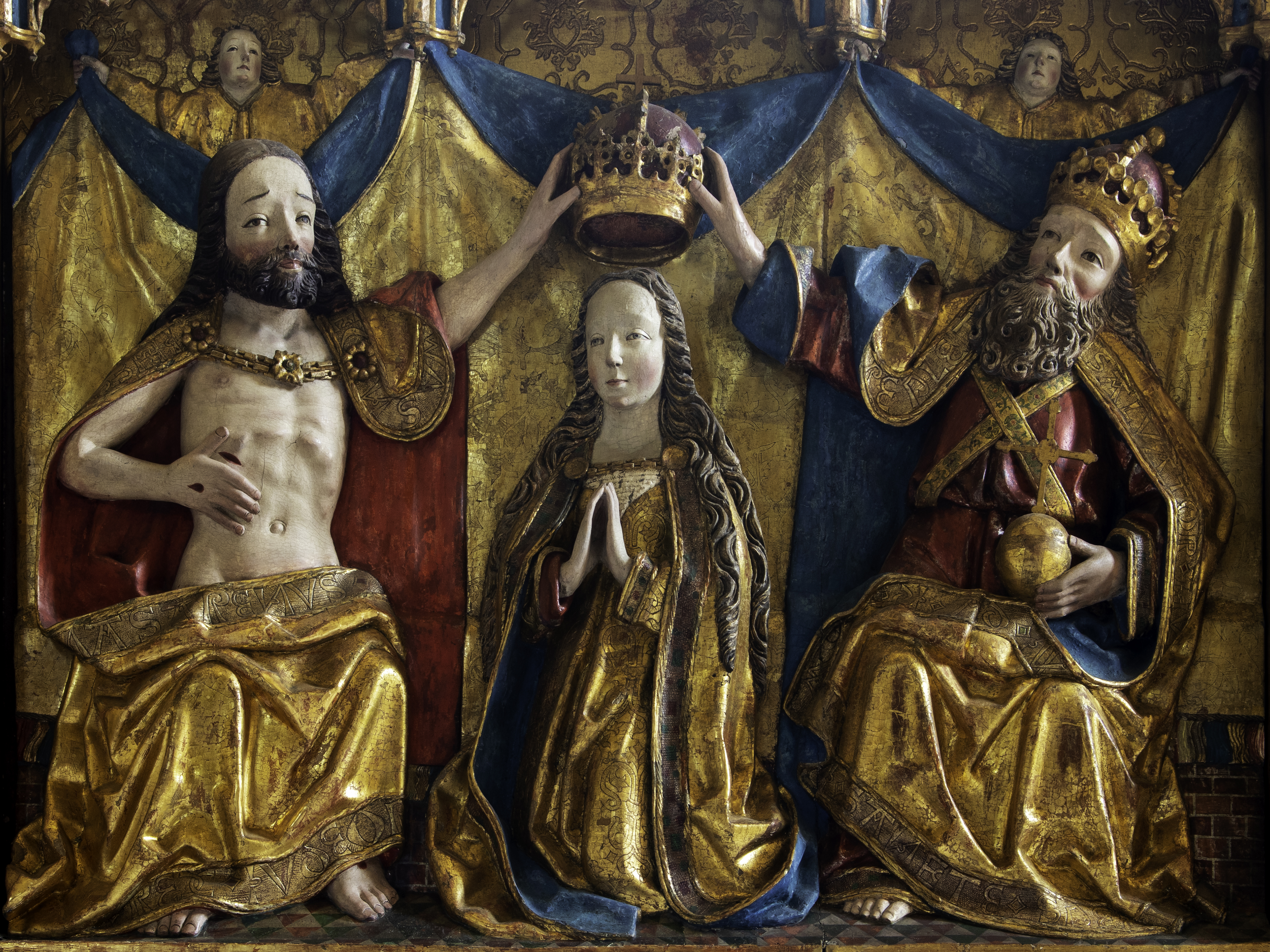
Altarskåpets Corpus:Marie kröning
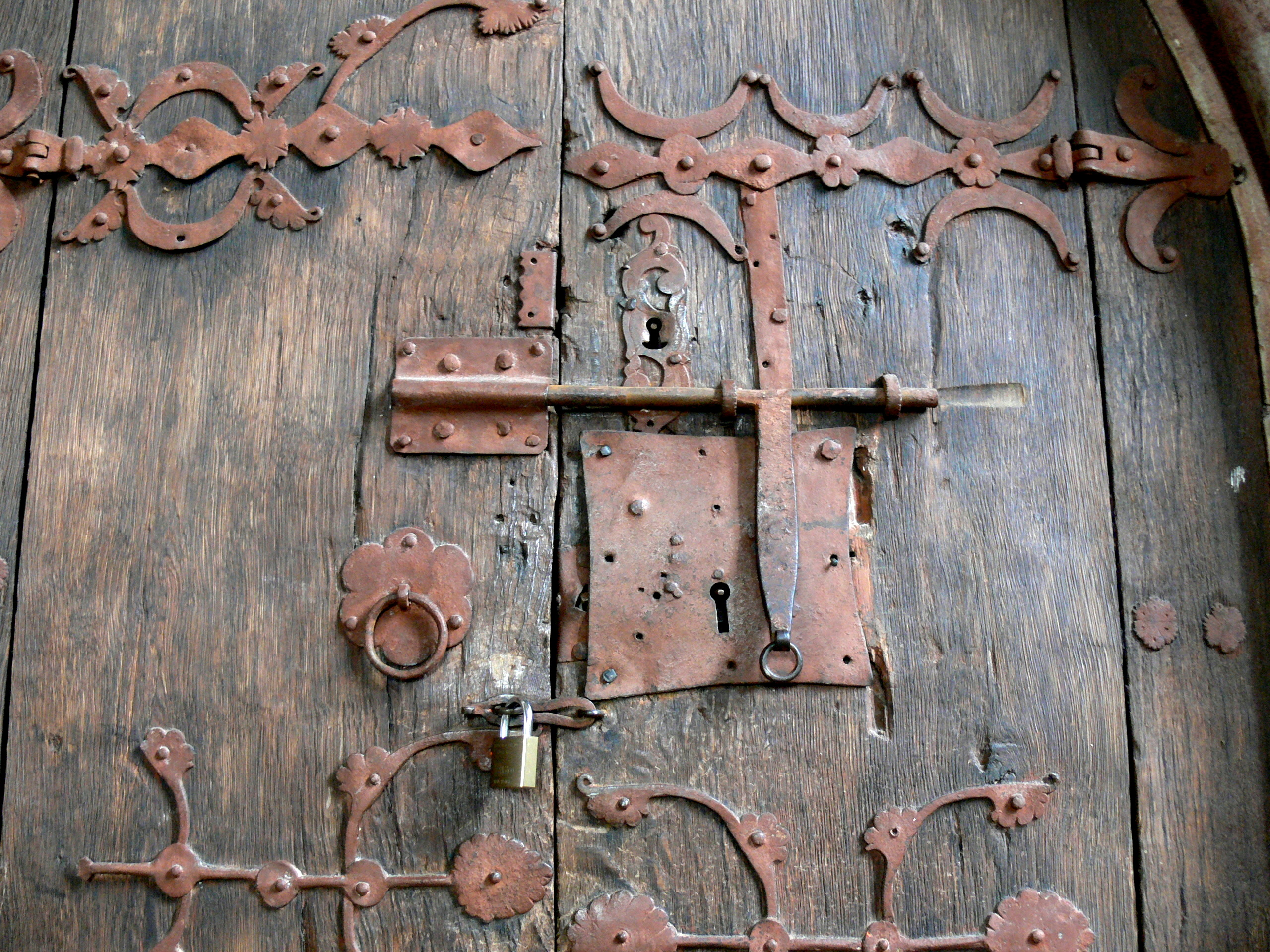
Sakramentnisch
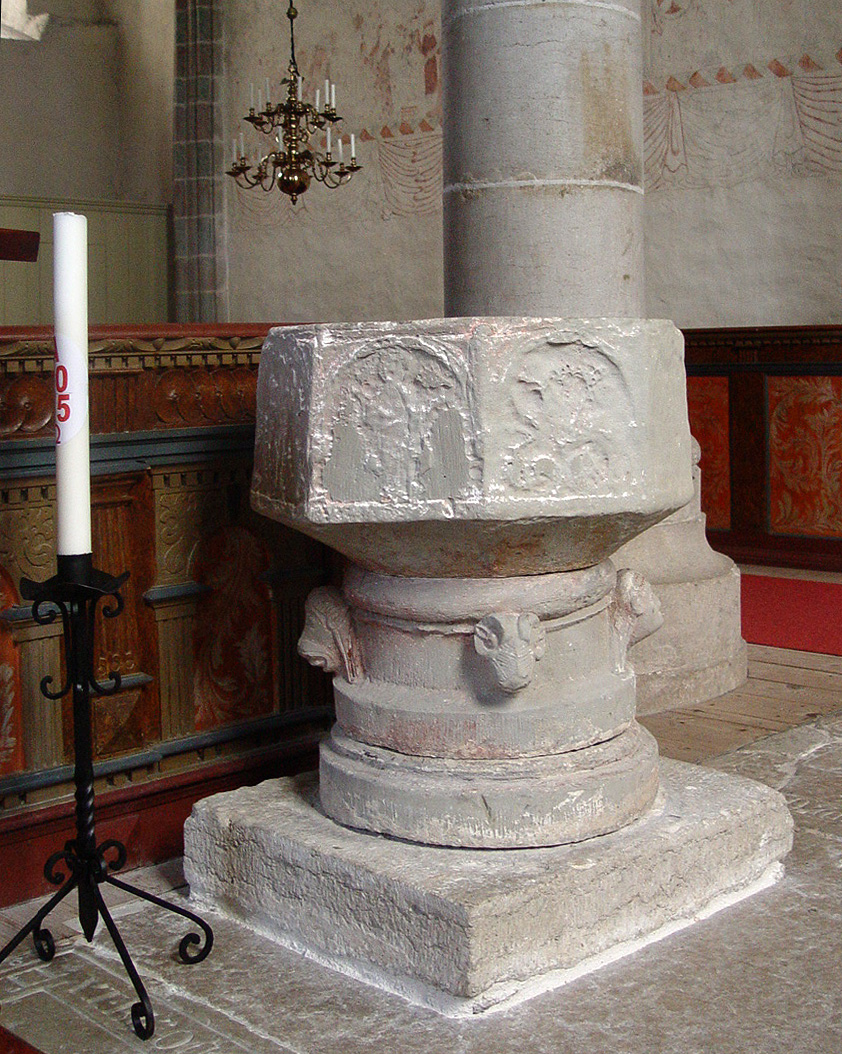
Dopfunten
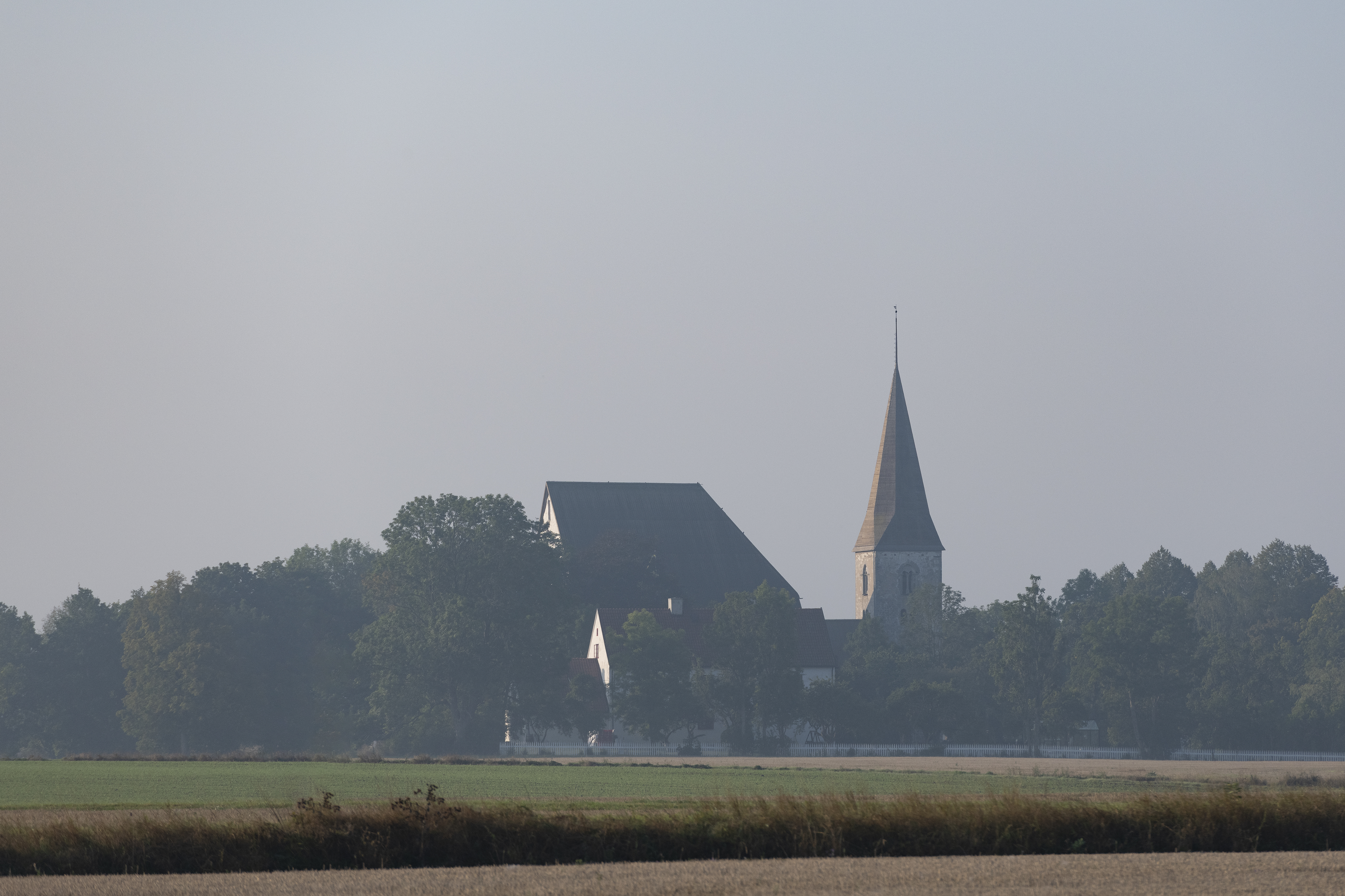
Källunge kyrka, Gotland
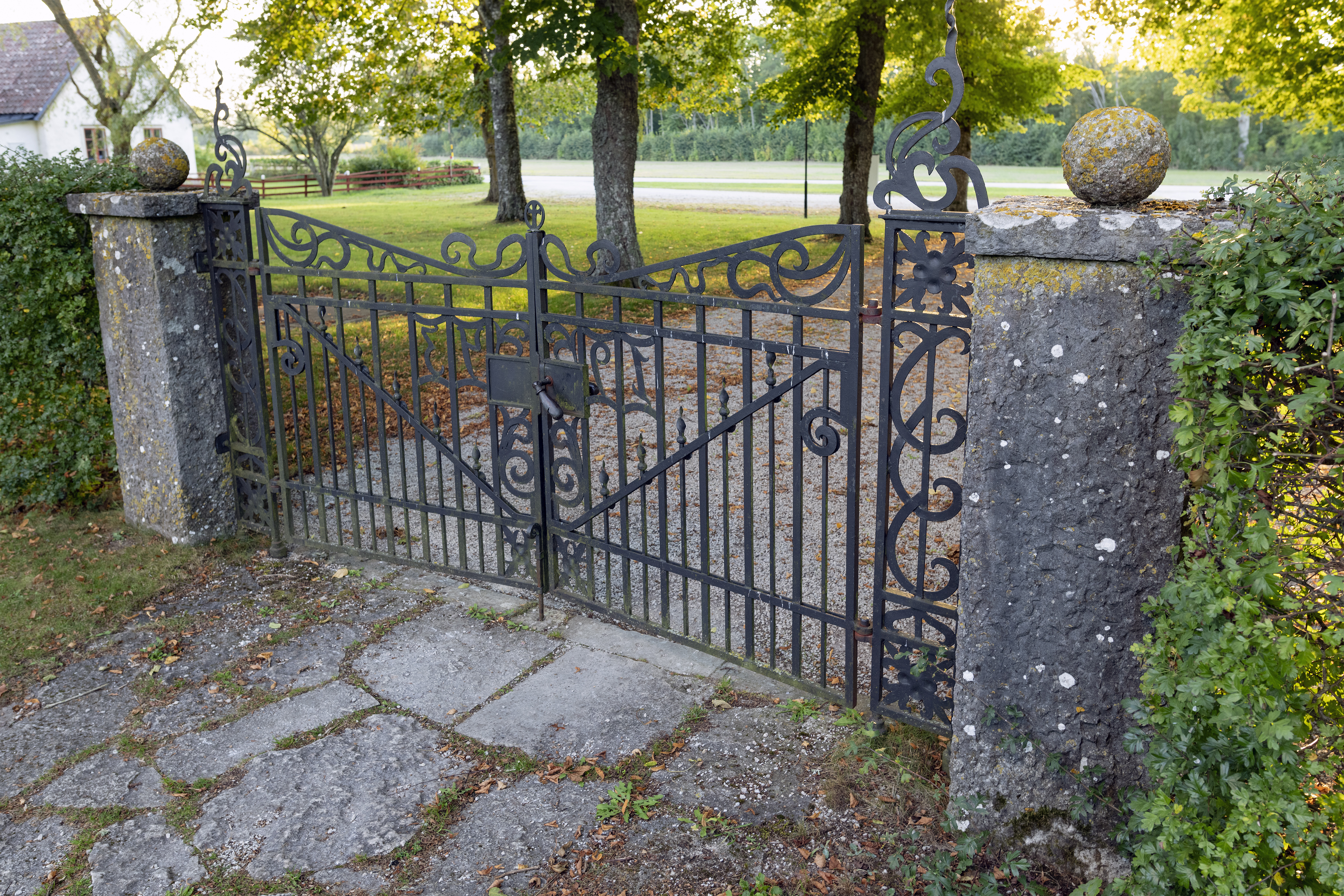
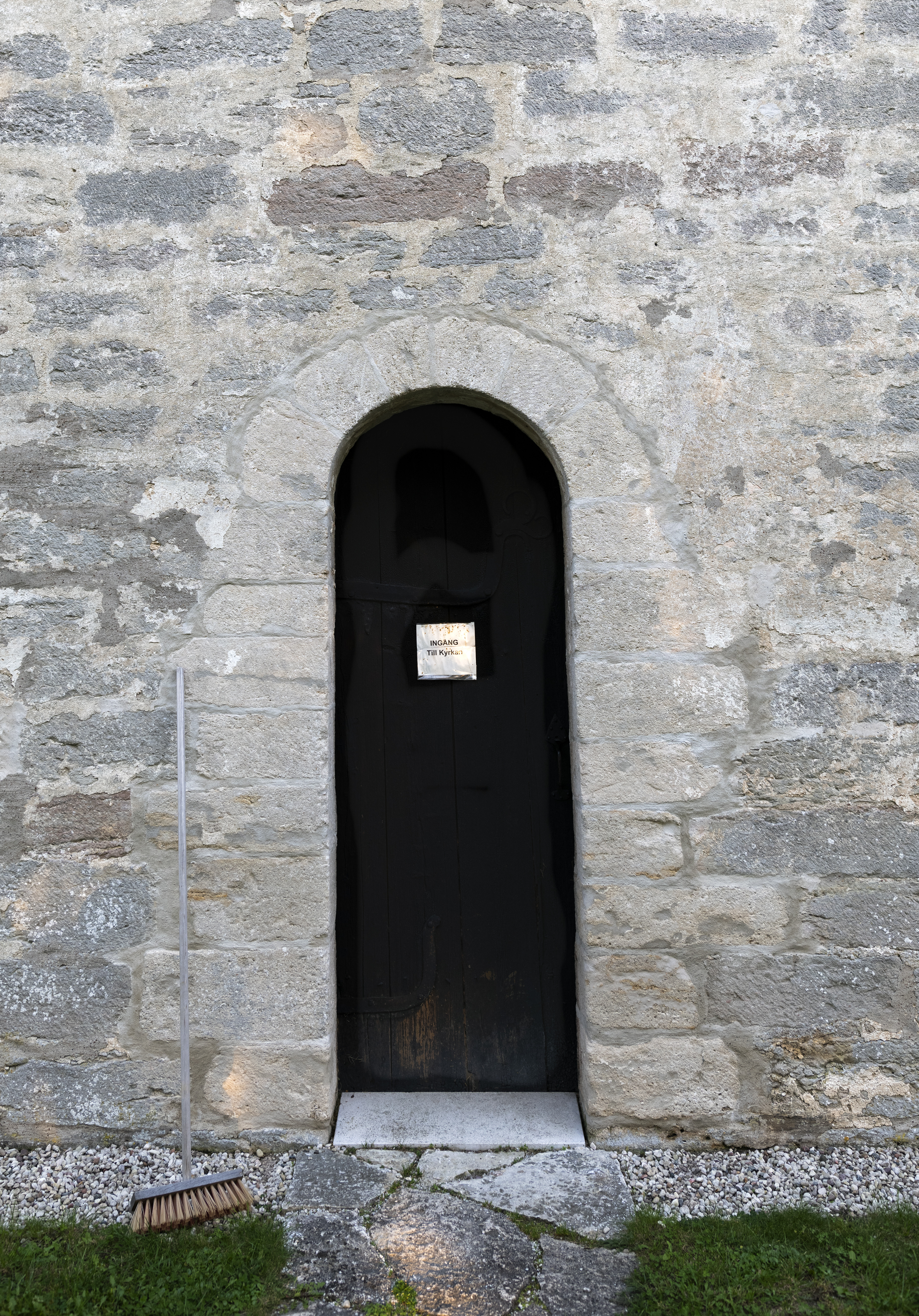
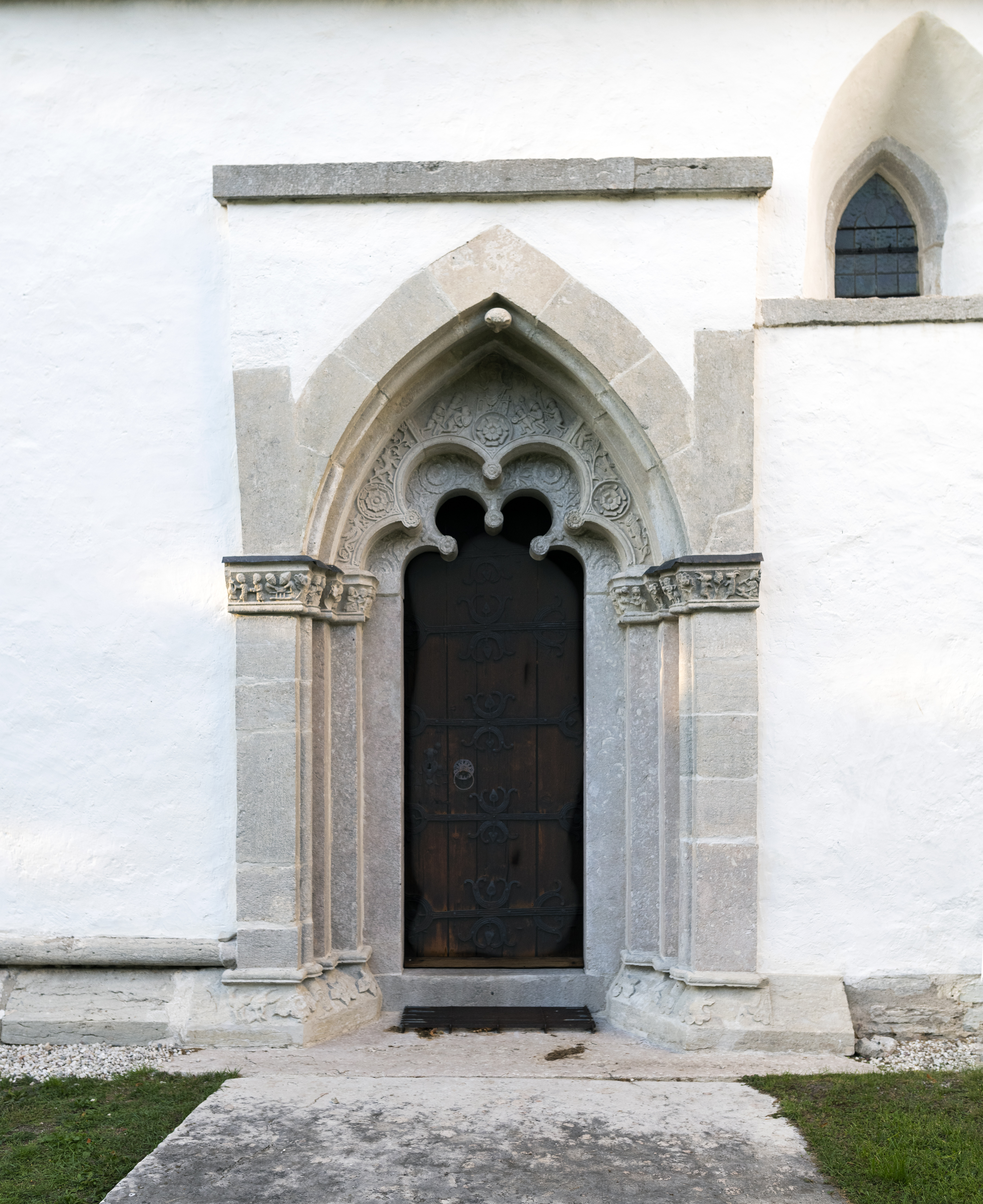
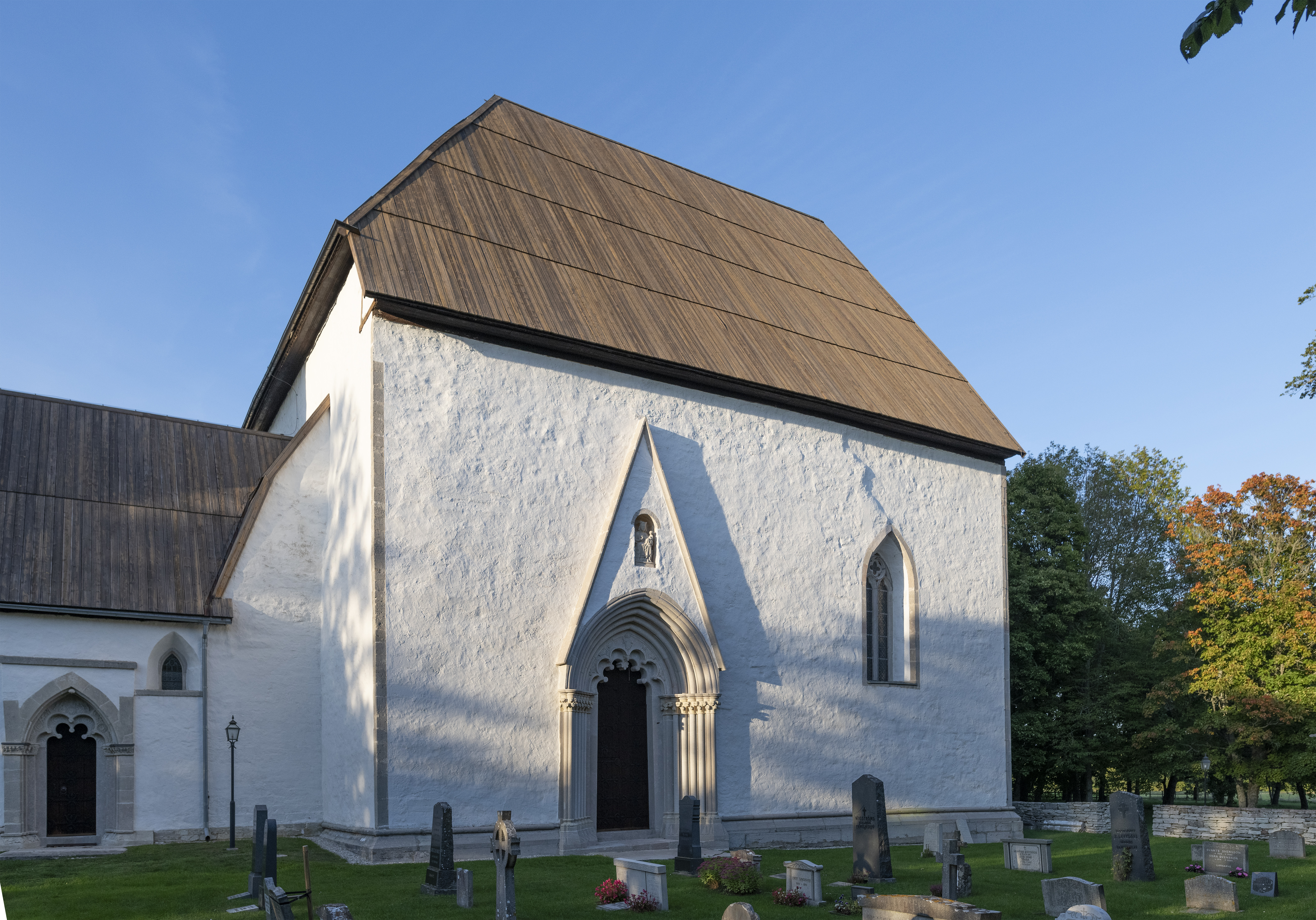
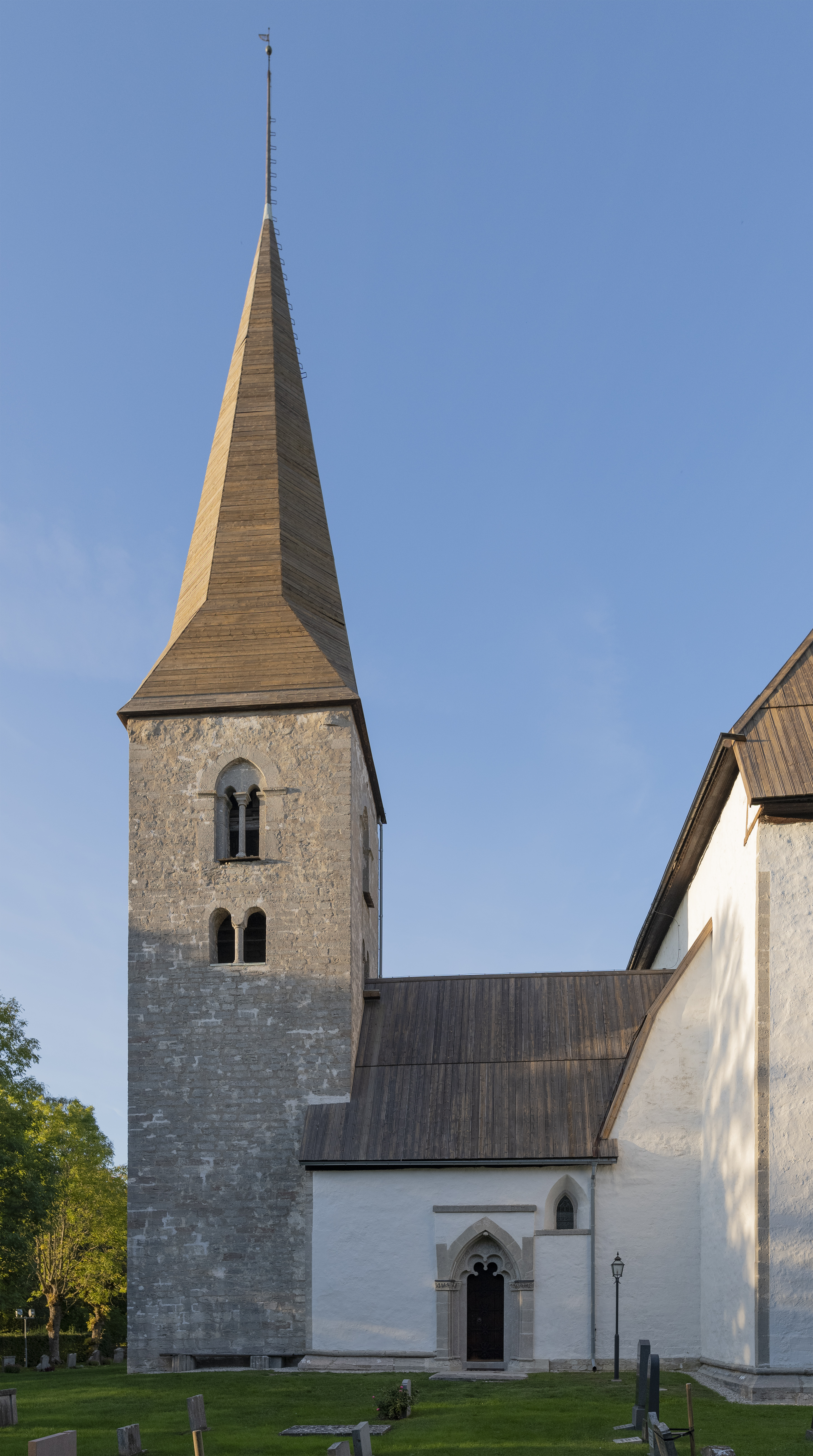
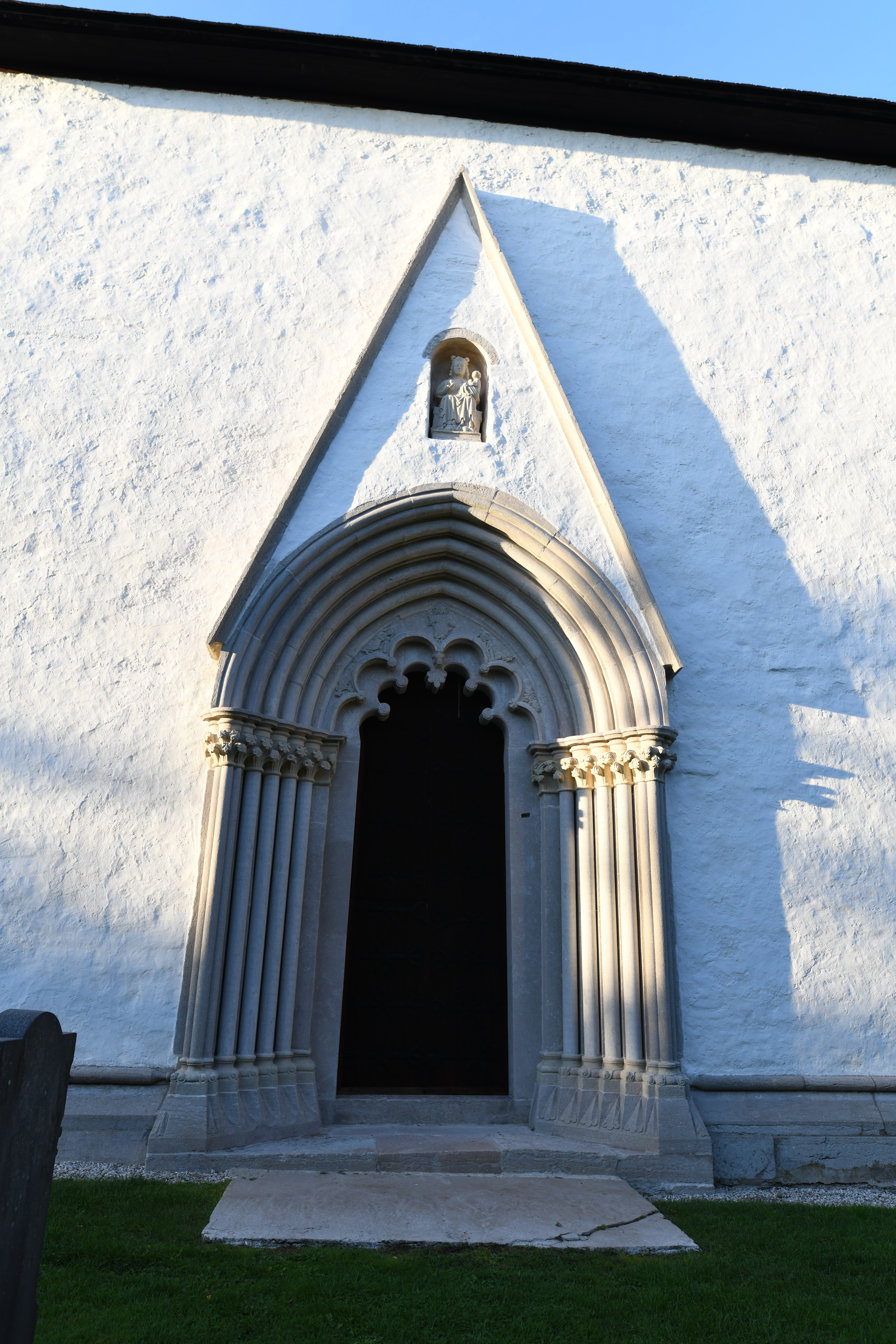
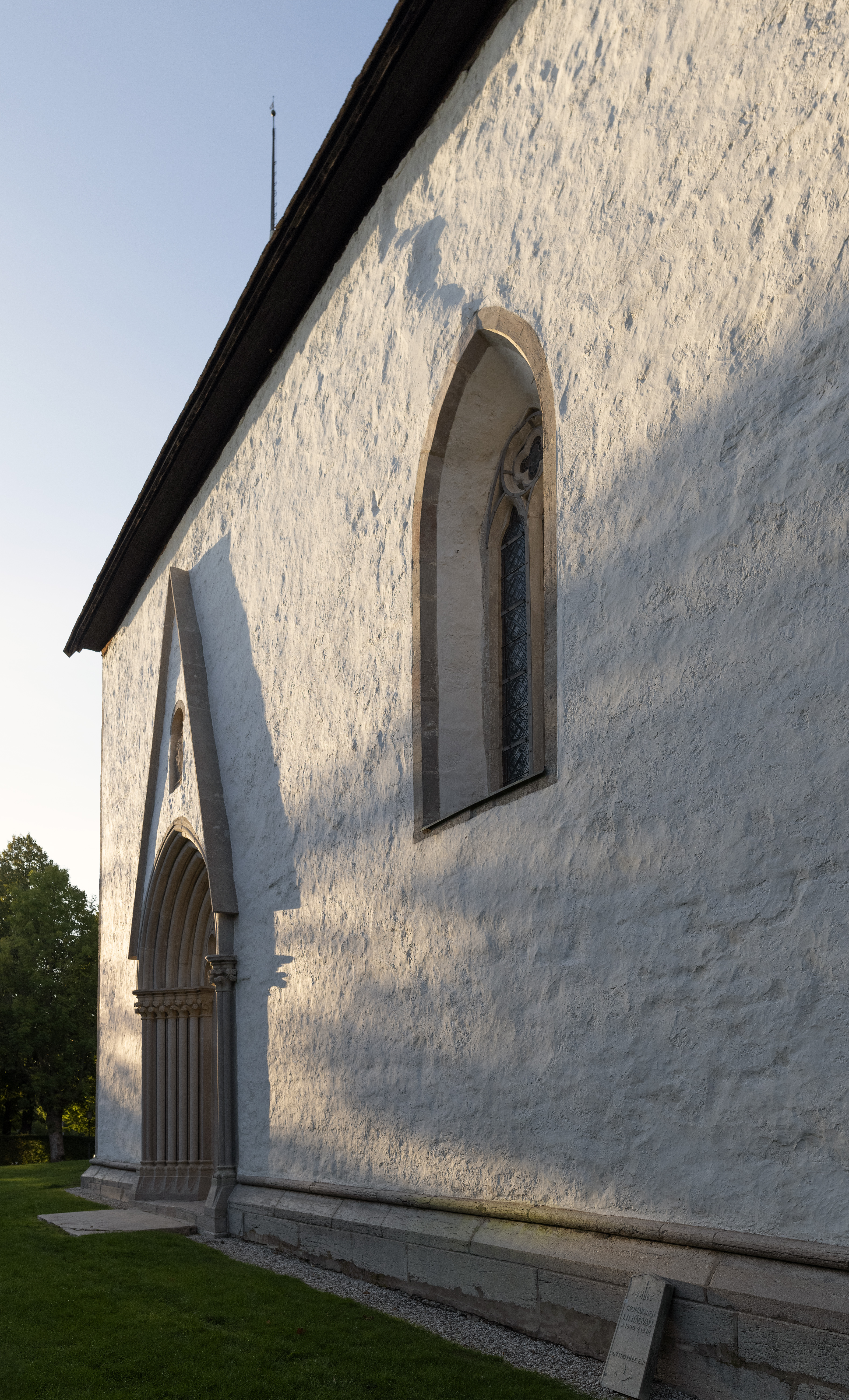
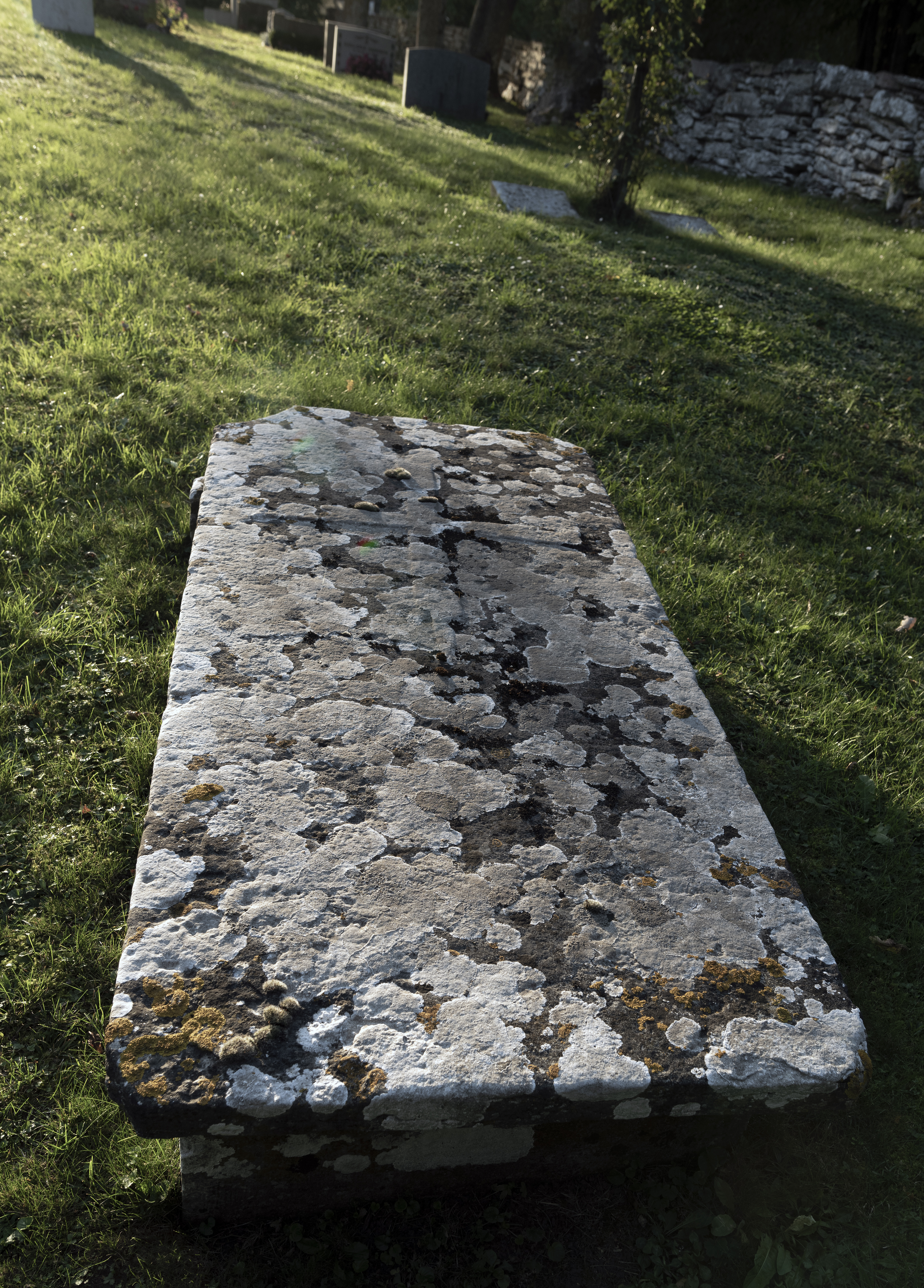
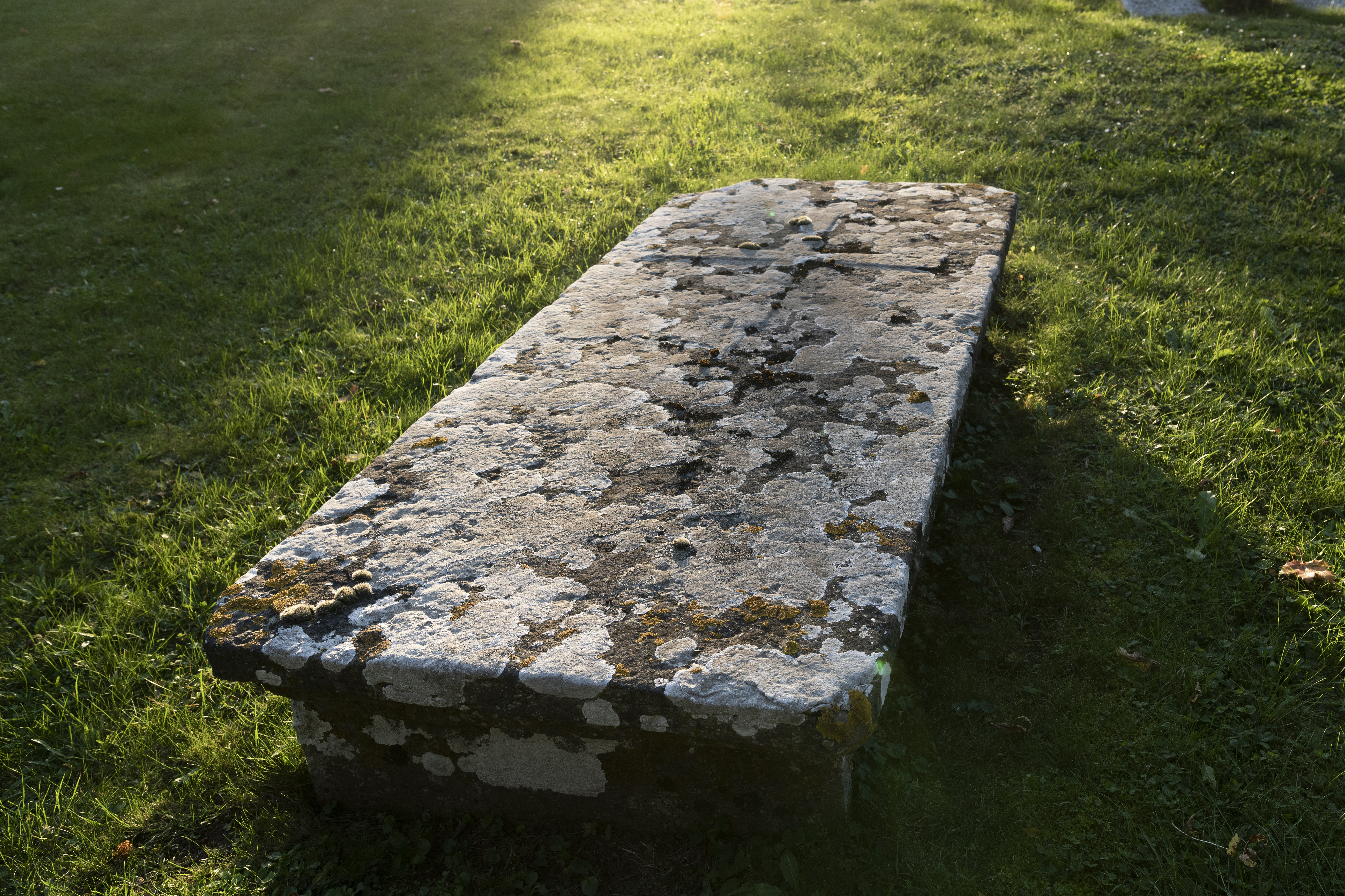
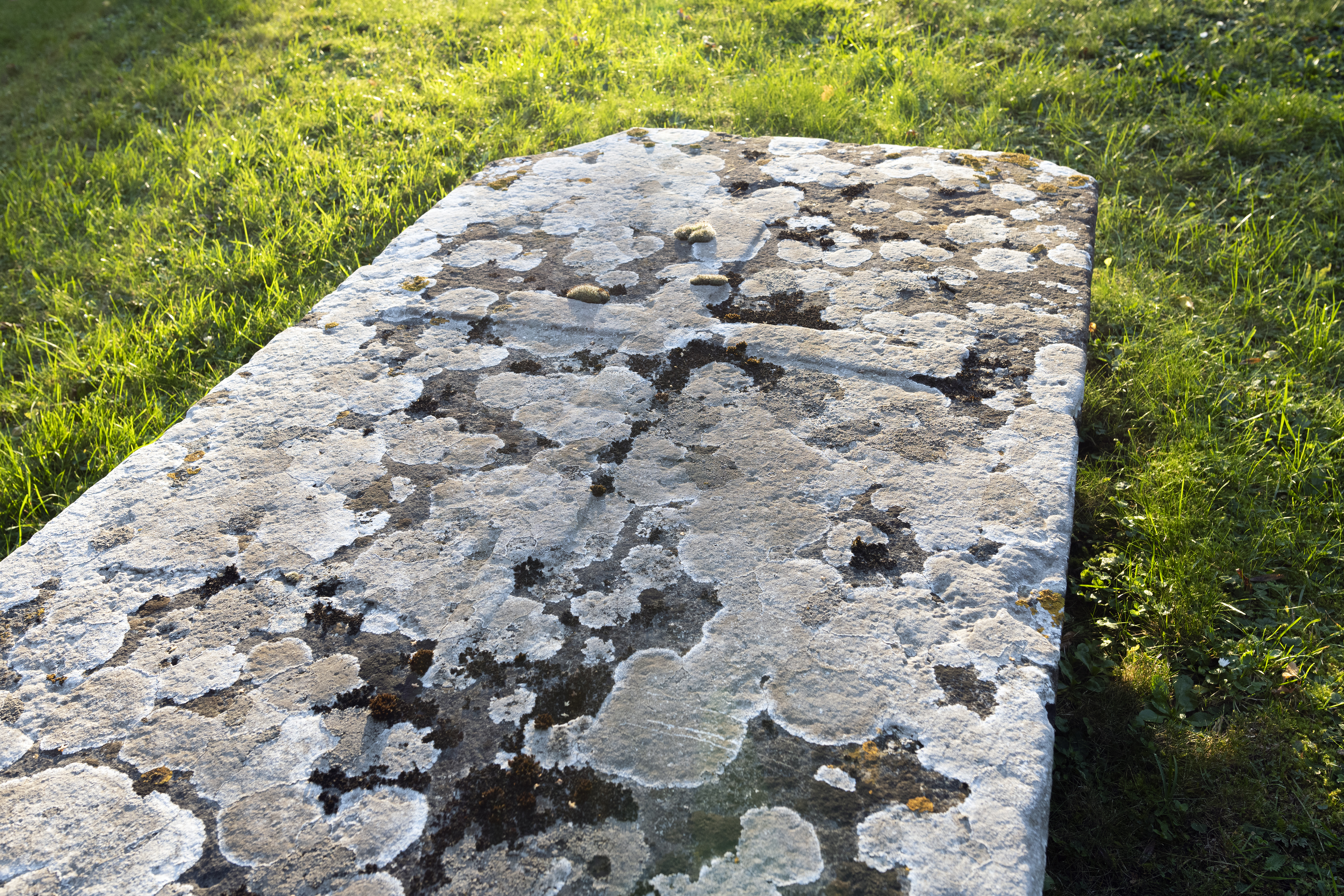
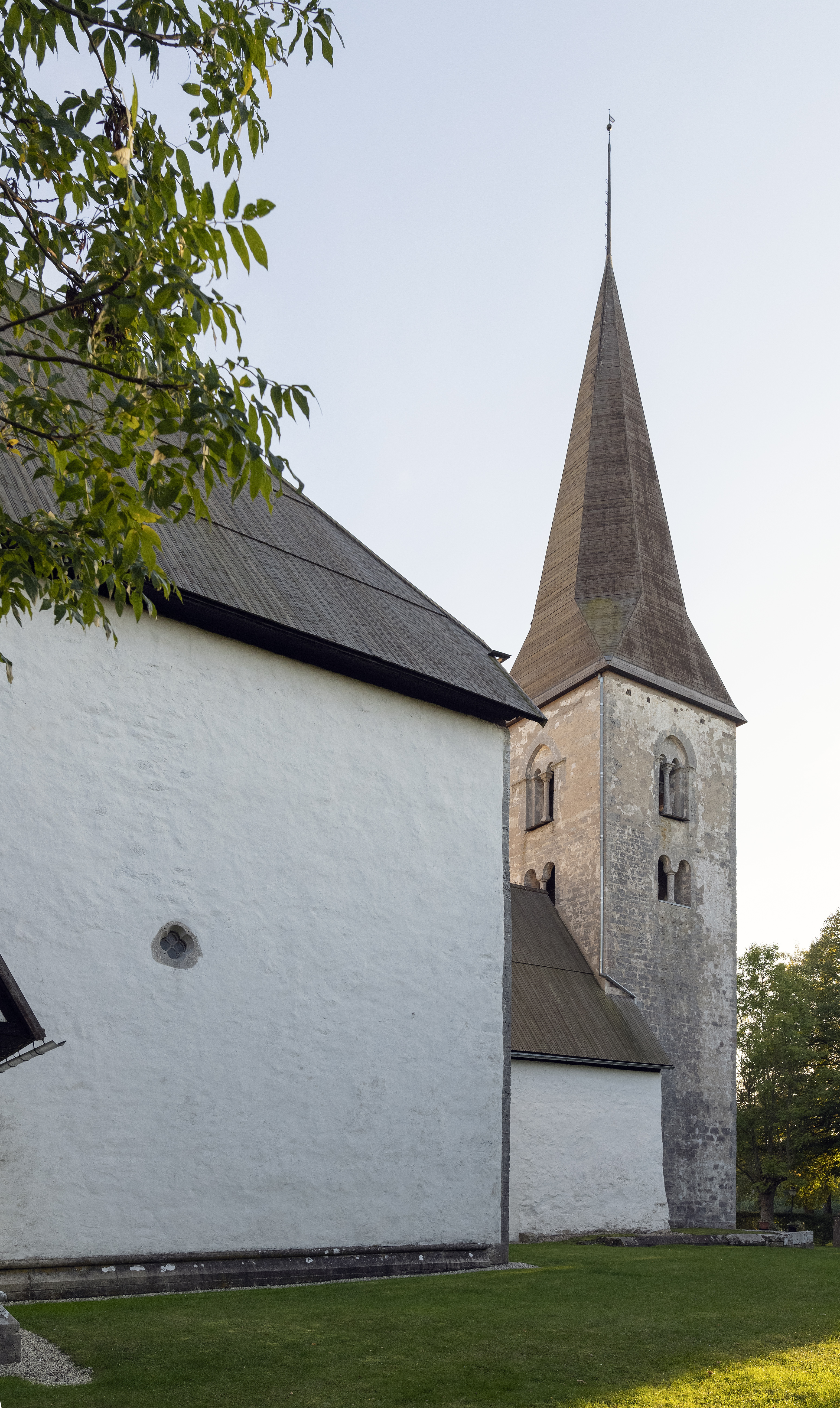
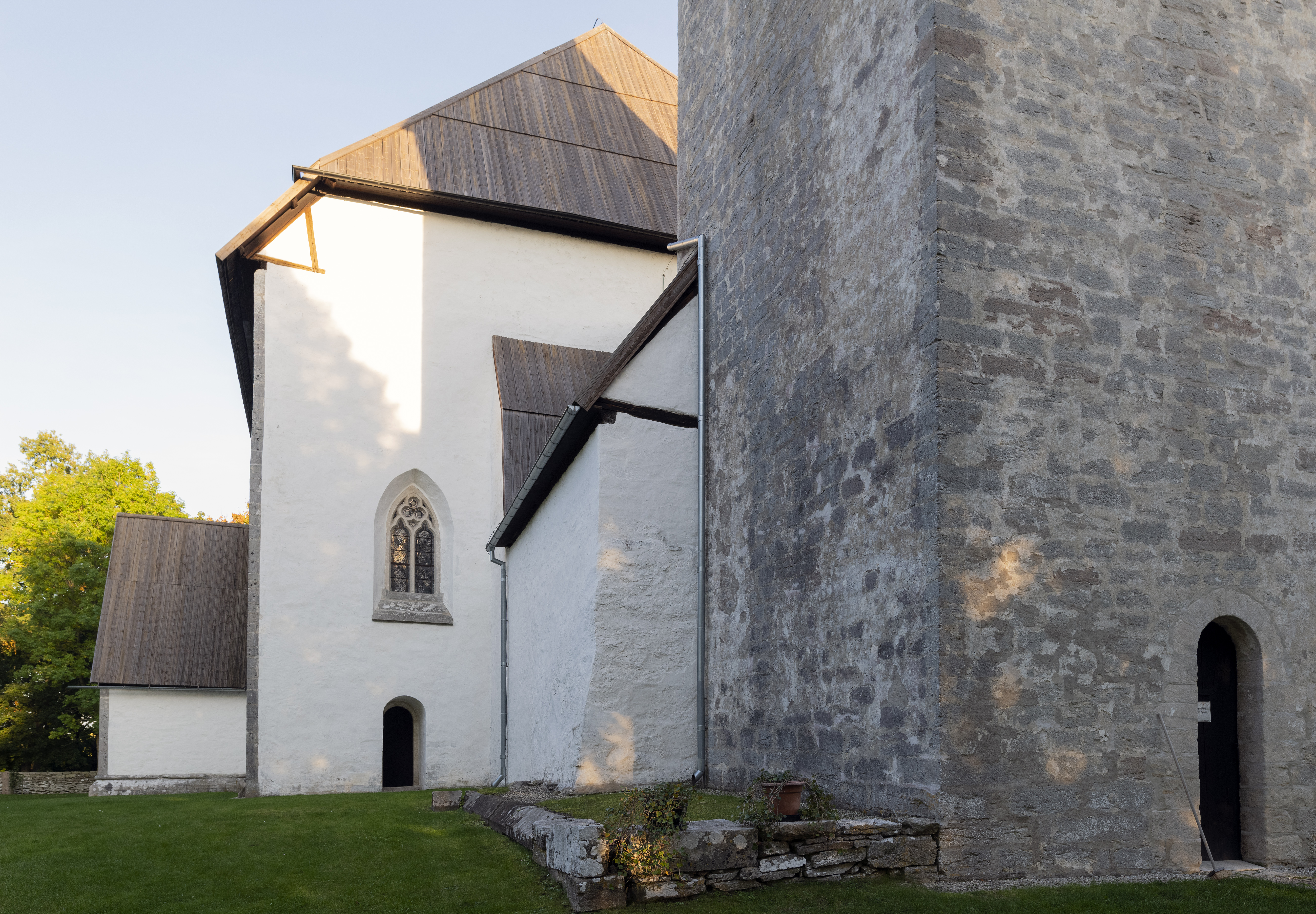